# Ahmad Hidżazi (piłkarz)
Ahmad as-Sajjid Hidżazi (ur. 25 stycznia 1991 w Ismailii) – egipski piłkarz występujący na pozycji obrońcy w angielskim klubie West Bromwich Albion oraz w reprezentacji Egiptu. Wychowanek Ismaily, w swojej karierze grał także w takich zespołach jak ACF Fiorentina, Perugia oraz Al-Ahly.